# 马里亚诺·特里亚斯
马里亚诺·特里亚斯（Mariano Trías，1868年10月12日—1914年2月22日），菲律宾独立活动家，革命家和政治人物。1897年3月22日-1897年11月2日菲律宾臨時革命政府的副總統，1898年11月13日-1899年5月7日臨政軍事部長和1899年5月7日-1899年7月15日財務部長。